# Andréi Kirilenko
Andréi Gennádievich Kirilenko (en ruso: Андре́й Генна́дьевич Кириле́нко, nacido el 18 de febrero de 1981, en Izhevsk, Udmurtia, URSS -ahora Federación Rusa-) es un exjugador de baloncesto ruso que se retiró en 2015 formando parte de la plantilla del PBC CSKA Moscú de la VTB United League. Mide 2,06 metros y pesa 102,5 kg, jugaba de alero y llevó en la espalda el número 47. Esto se debe a que si juntas sus iniciales y su dorsal sale el famoso fusil AK-47. El ya exjugador ha recibido una oferta trabajar en la Federación Rusa de Baloncesto.

## Trayectoria deportiva

### Inicios
Inició su carrera baloncestista en las filas del BC Spartak de San Petersburgo, con el que debutó en 1998 convirtiéndose en el jugador más joven que jugaba en la Superliga de baloncesto de Rusia. Dos años después fue fichado por el CSKA Moscú, con el que compitió hasta su marcha a la NBA.
Kirilenko fue escogido por los Utah Jazz en la 24º posición del draft, se trataba del jugador europeo más joven en recalar en la NBA, además del primer ruso en ser escogido para el draft. Kirilenko jugaría la temporada 1999-00 con el CSKA, ayudando a su equipo a ganar el campeonato local y disputando con la selección de baloncesto de Rusia los Juegos Olímpicos de Sídney 2000.

### Utah Jazz (2001-2011)
Kirilenko se unió finalmente a los Jazz en verano de 2001, emergió rápidamente como uno de los mejores rookies de la temporada, formando parte del equipo de Rookies en el All-Star Game de la NBA 2002 y siendo elegido como uno de los mejores defensores de la temporada, convirtiéndose además en el segundo jugador en la historia en ocupar ambas clasificaciones (el primero fue David Robinson).
En 2003, con la retirada de John Stockton y la marcha de Karl Malone, Kirilenko se convirtió en el jugador franquicia del conjunto de Salt Lake City. Eliminados de playoffs por Denver Nuggets, volvió a quedar en el quinteto defensivo de la temporada.
En mitad de la temporada 2004-05, sufrió una grave lesión de muñeca en un partido contra Washington Wizards, lo que le obligó a perderse toda la temporada, aun así, le bastó para volver a quedar en el mejor quinteto defensivo de la temporada.
En la temporada 2005-06 y ya recuperado totalmente de su lesión, volvió a ser uno de los mejores defensores de la NBA, con 220 tapones en total y promediando 3.2 por partido, solo 0.1 por detrás de Marcus Camby, líder ese año.
La temporada 2006-07 se presentaba especialmente prometedora para los Jazz, con una gran plantilla con jugadores como Deron Williams, Carlos Boozer o Mehmet Okur, además del propio AK47, Kirilenko realizó una temporada mediocre, debido en parte a la ofensividad del equipo. Para colmo, los Jazz fueron eliminados en primera ronda de playoffs por Houston Rockets. Ese año también disputó el Eurobasket 2007, ganando el torneo y siendo proclamado MVP del campeonato.

### Retorno a Rusia (2011-12)
En octubre de 2011 confirmó su fichaje por el CSKA Moscú, teniendo cláusula de salida si finalizaba el lockout de la NBA. Finalmente, el 31 de diciembre de 2011 confirmó que cumplirá su contrato con el conjunto ruso.

### Minnesota Timberwolves (2012-2013)
En el verano del 2012, Kirilenko afirmaba su intención de regresar a competir en la NBA tras su estancia en Rusia. El 27 de julio, AK-47 confirmó su fichaje por los Minnesota Timberwolves como agente libre. El alero ruso se sumaba así al prometedor proyecto de los T-Wolves, que ya contaban en plantilla con jugadores como Kevin Love, Ricky Rubio o Brandon Roy.

### Brooklyn Nets
En julio de 2013, firmó un contrato con los Brooklyn Nets por dos temporadas, rebajando su sueldo de 10 millones a poco más de 3 por temporada.

### Tercer paso por el CSKA (2015)
El 11 de diciembre de 2014, Kirilenko fue traspasado, junto con Jorge Gutiérrez, una elección de segunda ronda para el futuro draft de 2020 y los derechos de intercambio de elecciones de segunda ronda para el de 2018, a los Philadelphia 76ers a cambio de Brandon Davies. El 21 de febrero de 2015 fue despedido por los Sixers sin disputar partido alguno.
El 24 de febrero de 2015 firmó con el CSKA Moscú de la VTB United League por el resto de la temporada 2014-15, regresando al club para una tercera etapa. El 23 de junio de 2015 anunció su retirada del baloncesto profesional.

## Estadísticas de su carrera en la NBA

### Temporada regular
| Año      | Equipo    | PJ  | PT  | MPP  | %TC  | %3P  | %TL  | RPP | APP | ROB | TPP | PPP  |
| -------- | --------- | --- | --- | ---- | ---- | ---- | ---- | --- | --- | --- | --- | ---- |
| 2001-02  | Utah      | 82  | 40  | 26.2 | .450 | .250 | .768 | 4.9 | 1.1 | 1.4 | 1.9 | 10.7 |
| 2002-03  | Utah      | 80  | 11  | 27.7 | .491 | .325 | .800 | 5.3 | 1.7 | 1.5 | 2.2 | 12.0 |
| 2003-04  | Utah      | 78  | 78  | 37.1 | .443 | .338 | .790 | 8.1 | 3.1 | 1.9 | 2.8 | 16.5 |
| 2004-05  | Utah      | 41  | 37  | 32.9 | .493 | .299 | .784 | 6.2 | 3.2 | 1.6 | 3.3 | 15.6 |
| 2005-06  | Utah      | 69  | 63  | 37.7 | .460 | .308 | .699 | 8.0 | 4.3 | 1.5 | 3.2 | 15.3 |
| 2006-07  | Utah      | 70  | 70  | 29.3 | .471 | .213 | .728 | 4.7 | 2.9 | 1.1 | 2.1 | 8.3  |
| 2007-08  | Utah      | 72  | 72  | 30.8 | .506 | .379 | .770 | 4.7 | 4.0 | 1.2 | 1.5 | 11.0 |
| 2008-09  | Utah      | 67  | 10  | 27.3 | .449 | .274 | .785 | 4.8 | 2.6 | 1.2 | 1.1 | 11.6 |
| 2009-10  | Utah      | 58  | 35  | 29.0 | .506 | .292 | .744 | 4.6 | 2.7 | 1.4 | 1.2 | 11.9 |
| 2010-11  | Utah      | 64  | 62  | 31.2 | .467 | .367 | .770 | 5.1 | 3.0 | 1.3 | 1.2 | 11.7 |
| 2012-13  | Minnesota | 64  | 64  | 31.8 | .507 | .292 | .752 | 5.7 | 2.8 | 1.5 | 1.0 | 12.4 |
| 2013-14  | Brooklyn  | 45  | 4   | 19.0 | .513 | .200 | .513 | 3.2 | 1.6 | .9  | .4  | 5.0  |
| Total    | Total     | 790 | 546 | 30.2 | .474 | .310 | .754 | 5.5 | 2.7 | 1.4 | 1.8 | 11.9 |
| All-Star | All-Star  | 1   | 0   | 12.0 | .333 | .000 | .000 | 1.0 | .0  | .0  | 1.0 | 2.0  |

### Playoffs
| Año   | Equipo   | PJ | PT | MPP  | %TC  | %3P  | %TL   | RPP | APP | ROB | TPP | PPP  |
| ----- | -------- | -- | -- | ---- | ---- | ---- | ----- | --- | --- | --- | --- | ---- |
| 2002  | Utah     | 4  | 4  | 30.5 | .393 | .000 | .813  | 3.8 | 1.0 | 1.8 | 2.5 | 8.8  |
| 2003  | Utah     | 5  | 0  | 29.0 | .419 | .143 | .875  | 4.8 | 1.4 | .6  | 2.0 | 11.6 |
| 2007  | Utah     | 17 | 17 | 31.0 | .447 | .333 | .785  | 5.2 | 2.6 | .9  | 2.3 | 9.6  |
| 2008  | Utah     | 12 | 12 | 32.3 | .447 | .227 | .714  | 3.4 | 2.5 | 1.5 | 1.7 | 11.0 |
| 2009  | Utah     | 5  | 3  | 27.2 | .468 | .200 | .714  | 2.8 | 2.0 | 2.2 | .6  | 11.0 |
| 2010  | Utah     | 2  | 0  | 15.0 | .500 | .000 | 1.000 | 3.0 | .0  | .5  | .5  | 5.5  |
| 2014  | Brooklyn | 10 | 0  | 14.4 | .467 | .000 | .647  | 2.3 | 1.0 | 1.0 | .3  | 2.5  |
| Total | Total    | 55 | 36 | 27.1 | .445 | .208 | .767  | 3.9 | 1.9 | 1.2 | 1.6 | 8.7  |

## Logros y reconocimientos
- 1 vez All-Star Game (2004)
- Elegido para el equipo ideal rookies NBA (2002)
- 1 vez elegido para el Equipo Defensivo NBA (2006)
- 2 veces elegido para el Segundo Equipo Defensivo NBA (2004, 2005)
- 1 vez Máximo Taponador de la Temporada NBA (2005)
- MVP Eurobasket 2007
- Campeón Eurobasket 2007
- MVP del Mundial Sub-19 (1999)

### Récords personales
- 31 puntos (contra Miami 17/02/04)
- 18 rebotes (contra Phoenix 21/03/06)
- 11 asistencias (4 veces)
- 8 robos (contra Houston 3/12/03)
- 10 tapones (contra Sacramento 25/03/06)
- 49 minutos (contra Detroit 7/01/06)